# IC 5050
IC 5050 је спирална галаксија у сазвјежђу Водолија која се налази на листи објеката дубоког неба у Индекс каталогу.
Деклинација објекта је - 5° 37' 23" а ректасцензија 20h 45m 15,0s. Привидна величина (магнитуда) објекта IC 5050 износи 13,5 а фотографска магнитуда 14,3. IC 5050 је још познат и под ознакама MCG -1-53-5, IRAS 20426-0548, PGC 65310.